# Eocuma calmani
Eocuma calmani är en kräftdjursart som beskrevs av Fage 1928. Eocuma calmani ingår i släktet Eocuma och familjen Bodotriidae. Inga underarter finns listade i Catalogue of Life.